# Академическая гребля на летних Олимпийских играх 1984 — одиночки (мужчины)
Соревнования среди одиночек по академической гребле среди мужчин на летних Олимпийских играх 1984 года прошли с 31 июля по 5 августа на искусственном озере Каситас, расположенного в округе Вентура, штат Калифорния. В соревновании приняли участие 16 спортсменов из 16 стран. Из-за бойкота Олимпийских игр в соревнованиях не принимали участие представители социалистических стран.
На Играх в Лос-Анджелесе возобновилось олимпийское противостояние двукратного олимпийского чемпиона из Финляндии Пертти Карппинена и немецкого гребца, четырёхкратного чемпиона мира и серебряного призёра Игр 1976 года Петера-Михаэля Кольбе, который был вынужден пропустить Игры 1980 года из-за бойкота московской Олимпиады западными странами. В Лос-Анджелесе практически полностью повторился сценарий Игр 8-летней давности. С самого начала финального заезда лидерство захватил Кольбе, но мощный финишный рывок Пертти Карппинена принёс ему очередную золотую медаль. Финский гребец стал трёхкратным олимпийским чемпионом, повторив тем самым результат советского гребца Вячеслава Иванова. Бронзовая медаль досталась канадскому гребцу Роберту Миллсу, проигравшему дуэту лидеров более 8 секунд.
Спортсмены из Пуэрто-Рико на Играх в Лос-Анджелесе дебютировали в соревнованиях по академической гребле. Страну на Играх представлял Хуан Феликс, который смог попасть в десятку сильнейших. Также пуэрториканец выступил на Олимпийских играх 1988 года. Выступления Феликса так и осталось единственным участием пуэрто-риканских гребцов в Олимпийских играх. Во второй раз в Играх принимали участие спортсмены из Гватемалы. Ранее Эдгар Нанне выступал в составе двойки на Играх 1980 года. В дальнейшем гватемальские гребцы, как и пуэрто-риканцы не участвовали олимпийских соревнованиях.

## Медалисты
| Золото                     | Серебро                  | Бронза              |
| Пертти Карппинен Финляндия | Петер-Михаэль Кольбе ФРГ | Роберт Миллс Канада |

## Рекорды
До начала летних Олимпийских игр 1984 года лучшее олимпийское время было следующим:
| Лучшее олимпийское время | Спортсмен      | Время    | Место    | Дата         |
| ------------------------ | -------------- | -------- | -------- | ------------ |
| Лучшее олимпийское время | Шейн Дри (IRL) | 06:52,46 | Монреаль | 23 июля 1976 |

## Расписание
| Дата      | Раунд                  |
| --------- | ---------------------- |
| 31 июля   | Предварительные заезды |
| 1 августа | Отборочные заезды      |
| 2 августа | Полуфиналы             |
| 3 августа | Финал B                |
| 5 августа | Финал A                |

## Результаты

### Предварительный этап
Победитель каждого заезда проходит в полуфинал соревнований. Все остальные спортсмены попадали в утешительные заезды, где были разыграны ещё 8 полуфинальных мест.

#### Заезд 1
| Место | Спортсмен            | Страна      | Время   | Отставание | Примечания |
| ----- | -------------------- | ----------- | ------- | ---------- | ---------- |
| 1     | Пертти Карппинен     | Финляндия   | 7:20,93 | +0,00      | SF         |
| 2     | Петер-Михаэль Кольбе | ФРГ         | 7:28,49 | +7,56      | R          |
| 3     | Джон Биглоу          | США         | 7:31,30 | +11,37     | R          |
| 4     | Хосе Оярсабаль       | Испания     | 7:39,16 | +18,23     | R          |
| 5     | Денис Гейт           | Франция     | 7:41,22 | +20,29     | R          |
| 6     | Хуан Феликс          | Пуэрто-Рико | 7:42,96 | +22,03     | R          |

#### Заезд 2
| Место | Спортсмен           | Страна         | Время   | Отставание | Примечания |
| ----- | ------------------- | -------------- | ------- | ---------- | ---------- |
| 1     | Роберт Миллс        | Канада         | 7:24,10 | +0,00      | SF         |
| 2     | Гэри Рид            | Новая Зеландия | 7:27,10 | +3,00      | R          |
| 3     | Костас Контоманолис | Греция         | 7:35,92 | +11,82     | R          |
| 4     | Сунсукэ Хориути     | Япония         | 7:58,36 | +34,26     | R          |
| 5     | Эдгар Нанне         | Гватемала      | 8:07,69 | +43,59     | R          |

#### Заезд 3
| Место | Спортсмен               | Страна     | Время   | Отставание | Примечания |
| ----- | ----------------------- | ---------- | ------- | ---------- | ---------- |
| 1     | Рикардо Ибарра          | Аргентина  | 7:27,60 | +0,00      | SF         |
| 2     | Бенгт Нильссон          | Швеция     | 7:31,62 | +4,02      | R          |
| 3     | Раймунд Хаберль         | Австрия    | 7:33,50 | +5,90      | R          |
| 4     | Ларс Бьонесс            | Норвегия   | 7:39,80 | +12,20     | R          |
| 5     | Херман ван ден Эренбемт | Нидерланды | 7:57,90 | +30,30     | R          |

### Отборочные заезды
Из каждого отборочного заезда в полуфинал проходило по три спортсмена. Остальные гребцы выбывали из соревнований.

#### Заезд 1
| Место | Спортсмен    | Страна         | Время   | Отставание | Примечания |
| ----- | ------------ | -------------- | ------- | ---------- | ---------- |
| 1     | Джон Биглоу  | США            | 7:21,47 | +0,00      | SF         |
| 2     | Гэри Рид     | Новая Зеландия | 7:26,12 | +4,65      | SF         |
| 3     | Хуан Феликс  | Пуэрто-Рико    | 7:26,85 | +5,38      | SF         |
| 4     | Ларс Бьонесс | Норвегия       | 7:29,01 | +7,54      |            |
| 5     | Эдгар Нанне  | Гватемала      | 7:50,60 | +29,13     |            |

#### Заезд 2
| Место | Спортсмен            | Страна  | Время   | Отставание | Примечания |
| ----- | -------------------- | ------- | ------- | ---------- | ---------- |
| 1     | Петер-Михаэль Кольбе | ФРГ     | 7:26,62 | +0,00      | SF         |
| 2     | Раймунд Хаберль      | Австрия | 7:29,08 | +2,46      | SF         |
| 3     | Денис Гейт           | Франция | 7:31,55 | +4,93      | SF         |
| 4     | Сунсукэ Хориути      | Япония  | 7:32,53 | +5,91      |            |

#### Заезд 3
| Место | Спортсмен               | Страна     | Время   | Отставание | Примечания |
| ----- | ----------------------- | ---------- | ------- | ---------- | ---------- |
| 1     | Костас Контоманолис     | Греция     | 7:25,15 | +0,00      | SF         |
| 2     | Бенгт Нильссон          | Швеция     | 7:30,24 | +5,09      | SF         |
| 3     | Хосе Оярсабаль          | Испания    | 7:33,68 | +8,53      | SF         |
| 4     | Херман ван ден Эренбемт | Нидерланды | 7:34,28 | +9,13      |            |

### Полуфиналы
Первые три спортсмена из каждого заезда проходили в финал соревнований, остальные попадали в малый финал.

#### Заезд 1
| Место | Спортсмен           | Страна         | Время   | Отставание | Примечания |
| ----- | ------------------- | -------------- | ------- | ---------- | ---------- |
| 1     | Пертти Карппинен    | Финляндия      | 7:19,52 | +0,00      | FA         |
| 2     | Роберт Миллс        | Канада         | 7:20,88 | +1,36      | FA         |
| 3     | Костас Контоманолис | Греция         | 7:23,99 | +4,47      | FA         |
| 4     | Хосе Оярсабаль      | Испания        | 7:32,72 | +13,20     | FB         |
| 5     | Гэри Рид            | Новая Зеландия | 7:34,15 | +14,63     | FB         |
| 6     | Раймунд Хаберль     | Австрия        | 7:38,48 | +18,96     | FB         |

#### Заезд 2
| Место | Спортсмен            | Страна      | Время   | Отставание | Примечания |
| ----- | -------------------- | ----------- | ------- | ---------- | ---------- |
| 1     | Петер-Михаэль Кольбе | ФРГ         | 7:22,24 | +0,00      | FA         |
| 2     | Рикардо Ибарра       | Аргентина   | 7:22,42 | +0,18      | FA         |
| 3     | Джон Биглоу          | США         | 7:24,98 | +2,74      | FA         |
| 4     | Бенгт Нильссон       | Швеция      | 7:33,28 | +11,04     | FB         |
| 5     | Хуан Феликс          | Пуэрто-Рико | 7:34,70 | +12,46     | FB         |
| 6     | Денис Гейт           | Франция     | 8:00,33 | +38,09     | FB         |

### Финалы

#### Финал B
| Место | Спортсмен       | Страна         | Время   | Отставание | Итоговое место |
| ----- | --------------- | -------------- | ------- | ---------- | -------------- |
| 1     | Гэри Рид        | Новая Зеландия | 7:22,63 | +0,00      | 7              |
| 2     | Раймунд Хаберль | Австрия        | 7:25,38 | +2,75      | 8              |
| 3     | Бенгт Нильссон  | Швеция         | 7:26,82 | +4,19      | 9              |
| 4     | Хуан Феликс     | Пуэрто-Рико    | 7:36,38 | +13,75     | 10             |
| 5     | Хосе Оярсабаль  | Испания        | 7:36,78 | +14,15     | 11             |
| 6     | Денис Гейт      | Франция        | 7:37,82 | +15,19     | 12             |

#### Финал A
В финале соревнований в очередной раз состоялось одно из величайших противостояний в истории академической гребли между двукратным олимпийским чемпионом финном Пертти Карппиненом и немцем Петером-Михаэлем Кольбе. Старт заезда лучше других удался Кольбе и аргентинцу Рикардо Ибарре. Но уже к середине дистанции к немецком гребцу начал приближаться Карппинен, который вышел на второе место. За 500 метров до финиша разрыв между двумя главными претендентами на золото составлял менее секунды в пользу Кольбе. Однако, как и 8 лет назад, Карппинен смог прибавить на заключительном отрезке дистанции и на финише он выиграл у Кольбе почти две секунды. Третьим к финишу пришёл канадский гребец Роберт Миллс, который проиграл Карппинену более 10 секунд. При этом Миллс на последних 500 метрах проиграл занявшему четвёртое место американцу Джону Биглоу почти пять секунд, но благодаря мощной работе в середине дистанции канадскому гребцу удалось завоевать бронзовую медаль.
| Место | Спортсмен            | Страна    | Время   | Отставание |
| ----- | -------------------- | --------- | ------- | ---------- |
| 1     | Пертти Карппинен     | Финляндия | 7:00,24 | +0,00      |
| 2     | Петер-Михаэль Кольбе | ФРГ       | 7:02,19 | +1,95      |
| 3     | Роберт Миллс         | Канада    | 7:10,38 | +10,14     |
| 4     | Джон Биглоу          | США       | 7:12,00 | +11,76     |
| 5     | Рикардо Ибарра       | Аргентина | 7:14,59 | +14,35     |
| 6     | Костас Контоманолис  | Греция    | 7:17,03 | +16,79     |